# Spilopelia suratensis
Spilopelia suratensis, "västlig pärlhalsduva", är en asiagisk fågelart i familjen duvor inom ordningen duvfåglar. Den betraktas oftast som underart till pärlhalsduva (Spilopelia chinensis).

## Utseende och läten
Denna duva är en 27,5-30 cm lång brun fågel som är mycket lik pärlhalsduvan (S. chinensis i begränsad mening). Den skiljer sig dock genom att vara mycket blekare fläckad ovan orsakat av beige fjäderspetsar. Vidare har den rött öga med röd ögonring istället för gul till orange öga med blågrå ögonring. Även sången skiljer sig, ett sorgesamt och upprepat "ook-oo-oo-ow".

## Utbredning och systematik
Fågeln förekommer i Pakistan, Nepal och Indien söderut till Sri Lanka och österut till Bhutan och Assam. Tillfälligt har den påträffats i Afghanistan. Arten behandlas oftast som underart till pärlhalsduvan men urskiljs sedan 2014 som egen art av Birdlife International, IUCN och Handbook of Birds of the World. Den behandlas som monotypisk, det vill säga att den inte delas in i några underarter.

### Släktestillhörighet
Pärlhalsduvan inkluderades tidigare tillsammans med palmduvan ofta med turturduvor och turkduvor i Streptopelia. DNA-studier visar dock att arterna är närmare släkt med duvorna i Nesoenas och faktiskt Columba än med övriga arter i Streptopelia.

## Levnadssätt
Arten påträffas liksom pärlhalsduvan i begränsad mening i olika miljöer som skogslandskap, odlingsbygd och kring bebyggelse, dock i fuktigare områden där palmduvan istället är vanligare i de torrare. Den ses vanligen på marken där de födosöker efter frön och säd. Ibland tar den även insekter och har rapporterats äta svärmande termiter.

### Häckning
Häckningen är utspridd i varmare regioner men tendererar att ske sommartid i mer tempererade. Den häckar lågt i vegetationen och bygger ett löst bo av kvistar där den lägger två vitaktiga ägg. Bona placeras ibland direkt på marken eller på byggnader. Båda föräldrarna hjälps åt i att bygga boet, ruva äggen och mata ungarna. Äggen kläcks efter cirka 13 dagar och ungarna är flygga två veckor senare.

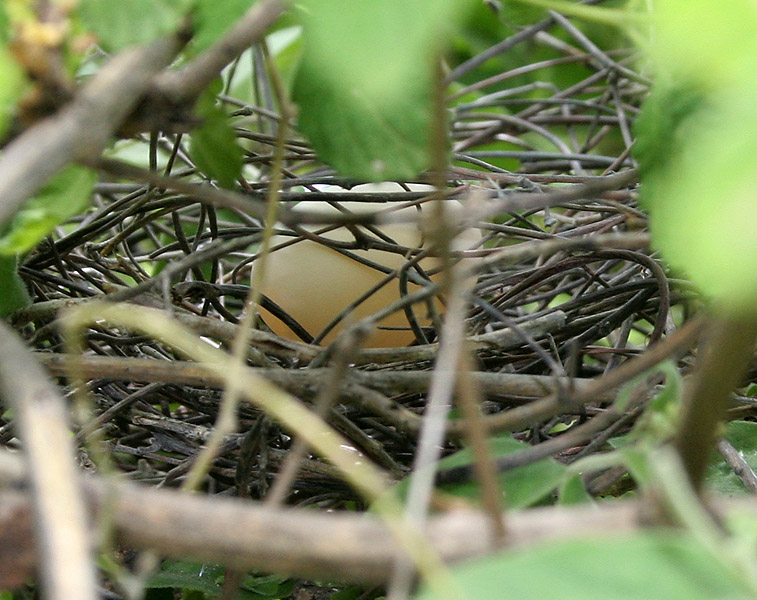
Bo med ägg.

## Status och hot
Arten har ett stort utbredningsområde och en stor population, och tros öka i antal. Utifrån dessa kriterier kategoriserar internationella naturvårdsunionen IUCN arten som livskraftig (LC).

## Namn
Fågelns vetenskapliga artnamn suratensis syftar på staden Surat vid Cambaybukten i nordöstra Indien.